# クリード (企業)
株式会社クリードは、不動産投資・不動産運用事業を行う日本の株式会社である。不動産ファンドブームの象徴的存在。
2012年以降は、東南アジアでの不動産開発事業を主な事業領域としている。

## 沿革
- 1996年6月 - 設立。
- 2001年2月 - 大阪証券取引所ヘラクレス市場に上場。
- 2004年4月 - 東京証券取引所2部に上場。
- 2005年5月 - 同証券取引所1部に上場。
- 2006年3月15日 - 子会社であるクリード・リート・アドバイザーズ株式会社傘下のクリード・オフィス投資法人（不動産投資信託）が東証J-REIT市場に上場
- 2007年2月 - 子会社のクリード・ホテル・マネジメントを通じてホテル「CANDEO HOTELS（カンデオホテルズ）」の運営を開始。第1号店を岩手県北上市にオープン。
- 2008年12月 - クリード・リート・アドバイザーズ（クリード・オフィス投資法人）をいちごアセットトラストへ売却。
- 2009年1月9日 - 東京地方裁判所民事第8部に会社更生法適用を申請し倒産。負債総額は約650億円（2008年10月31日時点）。平成15年の改正会社更生法で導入されたDIP型会社更生手続の適用第一号となる。
- 2009年6月 - カンデオ・ホスピタリティ・マネジメント（クリード・ホテル・マネジメント）と不動産所有会社の溜池管財をホテル事業のスポンサーとなったフィーノホテルズ（価値開発子会社）へ売却
- 2009年7月 - 処分連動型弁済を柱とする更生計画案を東京地裁へ提出
- 2009年8月31日 - 更生手続認可決定
- 2011年1月12日 - 更生手続終結決定
- 2012年 - マレーシア、カンボジアで事業開始
- 2013年 - バングラデシュで事業開始
- 2014年 - ベトナムで事業開始
- 2015年 - シンガポール本社を開設
- 2017年 - ラオス、インドネシアで事業開始
- 2018年 - タイで事業開始